# Fan Noli
Theofan Stilian „Fan” Noli (ur. 6 stycznia 1882 w İbriktepe we wschodniej Tracji, zm. 13 marca 1965 w Fort Lauderdale) – albański polityk, prawosławny biskup, działacz niepodległościowy, tłumacz, dziennikarz, kompozytor. Ukończył greckie gimnazjum. W 1906 przyjechał do USA, gdzie w 1912 ukończył studia na Uniwersytecie Harvarda. Studiował także w Konserwatorium w Nowej Anglii i na uniwersytecie bostońskim.

## Życiorys
Od 1906 działał w albańskiej diasporze w Bostonie. Tam też wydawał jedno z pierwszych pism albańskiego ruchu narodowego – Kombi (Naród). W 1908 został wyświęcony na pierwszego biskupa Albańskiego Autokefalicznego Kościoła Prawosławnego w Ameryce. W Bostonie zakładał jedną z najważniejszych organizacji kulturalnych Albańczyków w USA – Pan-Albańską Federację Vatra. Przyjechał do Albanii w 1920 jako przedstawiciel diaspory amerykańskiej w parlamencie albańskim. W latach 1920–1921 wielokrotnie występował na forum Ligi Narodów broniąc interesów albańskich. W 1922 w rządzie Xhafera Ypiego pełnił funkcję ministra spraw zagranicznych. W 1924 dokonał zamachu stanu, w wyniku którego przejął na krótko władzę w kraju, tworząc tzw. rząd rewolucyjny. Obalił go Ahmed Zogu, jego główny przeciwnik polityczny. Okres 1925–1930 Noli spędził głównie w Austrii i we Włoszech, tworząc największą wówczas organizację albańskiej emigracji politycznej, KONARE. W 1930 opuścił Europę powracając do Bostonu. W 1945 odrzucił propozycję Envera Hodży objęcia stanowiska przewodniczącego parlamentu albańskiego. Od 1950 pochłaniał go spór z bp Markiem Lipą, skierowanym do USA przez patriarchę Konstantynopola z zadaniem przejęcia kontroli nad Albańskim Kościołem Prawosławnym i odsunięcia Nolego, uważanego za heretyka.
Działalność literacką rozpoczął w 1907 roku od dramatu „Izraelici i Filistyni” (Israilitë e Filistinë), pisał także poezję o tematyce biblijnej. Jego dziełem są tłumaczenia Szekspira, Ibsena, Cervantesa, a także Edgara Alana Poe na język albański. Komponował muzykę cerkiewną, a także rapsodię poświęconą Skanderbegowi. Pochowany na cmentarzu Forest Hill w Bostonie.